# Söğütağzı, Doğankent
Söğütağzı là một xã thuộc huyện Doğankent, tỉnh Giresun, Thổ Nhĩ Kỳ. Dân số thời điểm năm 2011 là 662 người.